# Княгин, Олег Арсентьевич
Олег Арсентьевич Княгин (род. 24 октября 1973, Порез, Кировская область) — российский легкоатлет, специалист по бегу на длинные дистанции и марафону. Выступал на профессиональном уровне в 1998—2012 годах, серебряный и бронзовый призёр чемпионатов России, победитель первенств всероссийского значения, участник ряда крупных международных стартов. Представлял Кировскую область и Москву. Мастер спорта России международного класса.

## Биография
Олег Княгин родился 24 октября 1973 года. Уроженец села Порез Унинского района Кировской области. Занимался лёгкой атлетикой в Кирове в Вятской областной специализированной детско-юношеской спортивной школе олимпийского резерва под руководством заслуженного мастера спорта СССР Любови Михайловны Гуриной, окончил факультет физической культуры Вятского государственного педагогического университета (1998).
Впервые заявил о себе на марафонской дистанции в сезоне 1998 года, когда с результатом 2:19:35 одержал победу на Космическом марафоне в Королёве.
В 1999 году с личным рекордом 2:13:02 выиграл бронзовую медаль на чемпионате России по марафону, прошедшем в рамках Московского марафона «Лужники».
В 2000 году финишировал шестым на Московском международном марафоне мира (2:27:13).
В 2001 году взял бронзу на чемпионате России по марафону в Москве (2:18:42), закрыл десятку сильнейших на Сибирском международном марафоне в Омске (2:26:42).
В 2002 году в третий раз завоевал бронзовую награду на чемпионате России по марафону в Москве (2:16:02), был пятым на Сибирском международном марафоне (2:20:39), и 4 на весеннем чемпионате России по полумарафону в Адлере с личным рекордом-1:05.03.
В 2003 году финишировал седьмым на марафоне в Севилье (2:21:18), девятым на чемпионате России по марафону в Уфе (2:20:12), шестым на марафоне в Вахау в Австрии (2:28:14), четвёртым на марафоне в Пуне в Индии (2:24:15).
В 2004 году стал девятым на Сибирском международном марафоне (2:25:56), десятым на чемпионате России по полумарафону в Новосибирске.
В 2005 году был вторым на Мальтийском марафоне (2:28:02), шестым на Московском международном полумарафоне (1:05:49), четвёртым на чемпионате России по марафону в Москве (2:18:53), шестым в полумарафоне в рамках Пробега на приз газеты «Труд», третьим на Московском международном марафоне мира (2:19:35).
В 2006 году получил серебро на чемпионате России по марафону в Саранске (2:15:38), финишировал шестым на Сибирском международном марафоне (2:21:13) и пятым на Брунейском марафоне (2:34:38).
В 2007 году занял 11-е место на Пхеньянском марафоне (2:19:22), стал четвёртым на Московском международном полумарафоне, вновь выиграл Космический марафон в Королёве (2:19:50).
В 2008 году среди прочего финишировал третьим на Московском полумарафоне, четвёртым на марафоне «Белые ночи» в Санкт-Петербурге (2:20:12) и на Московском международном марафоне мира (2:25:50).
В 2009 году был четвёртым на полумарафоне в Зеленограде, седьмым на марафоне «Белые ночи» (2:28:26), четвёртым на Сибирском международном марафоне (2:22:33), превзошёл всех соперников на Тюменском и Нижегородском марафонах, показав время 2:23:59	и 2:26:54 соответственно в течение недели.
В 2010 году показал 16-й результат на чемпионате России по марафону в Москве (2:26:53), стал восьмым на «Белых ночах» (2:25:03), пятым на Сибирском международном марафоне (2:25:34).
В 2011 году одержал победу на 6-часовом XI сверхмарафоне «Ночь Москвы», где также разыгрывался чемпионат России по бегу на 100 км в помещении. На чемпионате России по марафону в Москве с результатом 2:20:30 закрыл десятку сильнейших.
В 2012 году финишировал третьим на Московском международном полумарафоне.
За выдающиеся спортивные достижения удостоен почётного звания «Мастер спорта России международного класса».